# Uva niagara
A uva niagara é um dos tipos de uva mais vendidos no Brasil, sendo a região de Jundiaí SP uma das principais produtoras.

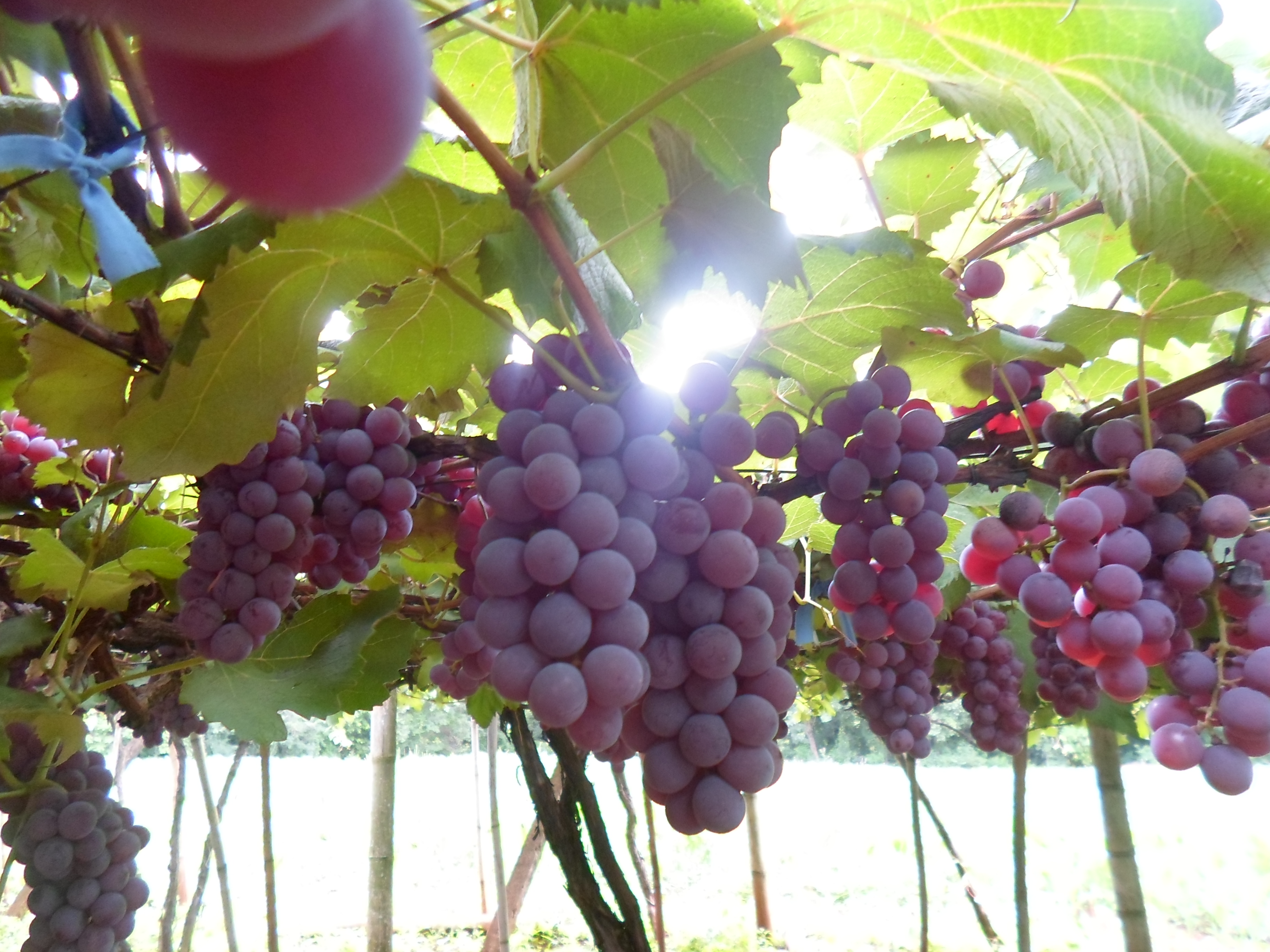
Uva Niágara Rosada.